# Lục Cước

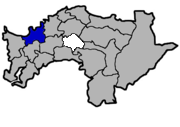
Vị trí tại huyện Gia Nghĩa

Lục Cước (tiếng Trung: 六腳鄉; bính âm: Liùjiǎo Xiāng) là một hương (xã) của huyện Gia Nghĩa, tỉnh Đài Loan, Trung Hoa Dân Quốc (Đài Loan). Hương có địa hình bằng phẳng thuộc vùng đồng bằng Gia Nam. Trên địa bàn hương có nhà máy đường Toán Đầu. Tổng diện tích của Lục Cước là 62,2619 km², dân số vào tháng 8 năm 2011 là 26.030 người thuộc 9.154 hộ gia đình, mật độ cư trú đạt 418,1 người/km².